# حكيم جاسم
حكيم جاسم (1961-) ممثل عراقي.

## مشواره المهني
حاصل على الماجستير في الفنون المسرحية من كلية الفنون الجميلة (بغداد) ثم الدكتوراه في الفلسفة والفن عام 2003 بدايته كانت مطلع الثمانينات من خلال تمثيلية" اللحن"، إخراج فردوس مدحت وتأليف علي صبري، عام 1987، كانت بداية دخوله التلفزيون حينها كان في المرحلة الثانية من كلية الفنون وبعدها عملت مسلسل «للحب فقط» إخراج حسن الجنابي، ثم تمثيلية «ضيوف المطر» إخراج فردوس مدحت وتأليف فاروق محمد، أما مسلسل «ايمان» إخراج حسين التكريتي، كما عملت «الهاجس» مع صلاح كرم، و«هستيريا» بدور سجاد حقق له الشهرة محليا قدم شخصية الشاعر بدر شاكر السياب في مسلسل السياب لكن العمل منع من العرض ، غادر العراق عام 1999 واستقر في الإمارات العربية المتحدة ليعمل مدرساً ومديرا للمسرح في الفجيرة، عام 2009 عاد للمشاركة في مسلسل الفرار إلى النهر بعد غياب عشرة سنوات عن الشاشةشارك في العديد من المهرجانات كمهرجان جرش والرباط والفجيرة وعام 2015 عمل في قسم الانشطة الطلابية في جامعة بغداد ومحاضرا في قسم الفنون المسرحية في كلية الفنون الجميلة لمادة التمثيل العملي والنظري.

### حياته الأسرية
تزوج من الممثلة التفات عزيز ورزق منها بابنه سجاد لكنهما انفصلا

## أعماله

### في التلفزيون
| سنة الإنتاج | اسم المسلسل           | الشخصية            |
| ----------- | --------------------- | ------------------ |
| 2014        | البنفسج الأحمر        |                    |
| 2013        | نقرة السلمان          |                    |
| 2011        | سنوات تحت الرماد      |                    |
| 2010        | آخر الملوك            | (الأمير عبد الإله) |
| 2010        | العبور إلى النهر      | (دكتور طلال)       |
| 2000        | الوحاش                |                    |
| 1997        | عشاق                  |                    |
| 1997        | الحب يأتي من النافذة  |                    |
| 1996        | هستيريا               |                    |
| 1995        | الحرير ودائرة الشوك   |                    |
| 1994        | الريح والرماد         | نسيم               |
| 1993        | المسافر               |                    |
| 1993        | مواسم الحب            |                    |
| 1984        | الهاجس                |                    |
| 1987        | اللحن-تمثيلية         |                    |
| 1987        | للحب فقط              |                    |
|             | عبد الكريم قاسم       |                    |
|             | قيس وليلى             |                    |
|             | ضيف المطر             |                    |
|             | إيمان-تمثيلية         |                    |
|             | ذهب وصافي-تمثيلية     |                    |
|             | الأحفاد وعيون المدينة | (نوري جلبي)        |

### في السينما
| سنة الإنتاج | الفيلم  | الشخصية          |
| ----------- | ------- | ---------------- |
| 2023        | الوقاد  | كيطان            |
| 2010        | كرنتينة |                  |
|             | الفرار  |                  |
|             | النذر   | (حميد لطيف كاطع) |

### في المسرح
| سنة الإنتاج | المسرحية               | الشخصية |
| ----------- | ---------------------- | ------- |
| 1999        | العباءة                |         |
| 1997        | حلم أبو حمدان          |         |
| 1997        | الرجال                 |         |
| 1993        | الذي ظل في هذيانه يقظا |         |
| 1993        | عمبر                   |         |
| 1989        | مكبث                   |         |
| 1988        | فُرجة                   |         |
| 1985        | نجيب سرور              |         |
| 1986        | كليوبترا               |         |
| 1986        | نجمة                   |         |
|             | رحلة حب                |         |
|             | الخروج دخولا           |         |
|             | ستيشن                  |         |